# Joseph François Dupleix
Joseph François Dupleix (Landrecies, 1º gennaio 1697 – Parigi, 10 novembre 1763) è stato un funzionario francese.

## Biografia
Nativo di Landrecies, presso Calais, si distinse come amministratore coloniale del re di Francia Luigi XV in India. Governatore di Chandernagor nel 1731, nel 1741 fu nominato governatore di Pondichéry, al servizio della Compagnia francese delle Indie orientali, che amministrava i possedimenti francesi nel subcontinente indiano. Il progetto ambizioso e audace di Dupleix era quello di creare un impero coloniale francese approfittando delle discordie dei principi indiani. 
Dupleix intuì che il subcontinente alla metà del XVIII secolo era vulnerabile al tentativo di conquista di una qualsiasi potenza europea di primo piano, con l'impiego, a costi contenuti, di un piccolo ma ben addestrato esercito di truppe indigene comandate da ufficiali europei e di pochi regolari, dotati di artiglieria e armamenti moderni, appoggiato da una diplomazia abile a manovrare i potentati locali gli uni contro gli altri. In questo modo, i ricchi stati locali o le province Moghul avrebbero potuto essere governati come semplici burattini del compagnie europee, che avrebbero così preso il controllo di lucrose fonti locali di reddito per finanziare le attività commerciali oppure l'ulteriore espansione della propria influenza politica. Così, addestrato un piccolo ma ben preparato esercito franco-indiano, Dupleix ottenne numerose vittorie sugli inglesi e sui principi indiani loro alleati, assediando e conquistando nel 1746 Madras, da dove cacciò gli inglesi, cui tuttavia dovette cederla nuovamente nel 1748, in conseguenza della pace di Aquisgrana.
Malgrado questo insuccesso, il governatore francese continuò la sua politica espansionistica, intromettendosi nella guerra dinastica di Hyderabad, dove parteggiò per il pretendente Muzaffar Jang, operando in tal modo una penetrazione francese capillare nelle dispute fra gli altri principi locali. Tuttavia il generale inglese Robert Clive riuscì a bloccare i suoi piani, conquistando nel 1751 l'importante piazzaforte di Arcot, che strappò ai francesi. In seguito a queste sconfitte, e anche in base al fatto che il re francese desiderasse un compromesso con l'Inghilterra, nel 1754 Dupleix fu destituito e richiamato in Francia, morendo a Parigi il 10 novembre 1763.